# Caria (genre)
Pour les articles homonymes, voir Caria.
Genre
Caria est un genre de papillons de la famille des Riodinidae et de la sous-famille des Riodininae. Ces espèces se rencontrent dans le Sud de l'Amérique du Nord et en Amérique du Sud.

## Dénomination
Le genre a été nommé par Jacob Hübner en 1823.

## Liste des espèces
- Caria castalia (Ménétriés, 1855) ; présent au Brésil et au Pérou
- Caria chrysame (Hewitson, 1874) ; présent en Bolivie et au Pérou
- Caria domitianus (Fabricius, 1793) ; présent au Mexique, au Guatemala, au Venezuela, en Colombie et à Trinité-et-Tobago
- Caria ino Godman & Salvin, [1886] ; présent au Mexique
- Caria mantinea (C. & R. Felder, 1861) ; présent au Mexique, au Panama, en Bolivie, en Équateur et au Pérou
- Caria marsyas Godman, 1903 ; présent au Paraguay et au Brésil
- Caria melino Dyar, 1912 ; présent au Mexique
- Caria plutargus (Fabricius, 1793) ; au Brésil
- Caria rhacotis (Godman & Salvin, 1878) ; présent au Honduras, au Guatemala, au Panama, en Colombie et au Pérou
- Caria sponsa (Staudinger, [1887]) ; au Pérou
- Caria stillaticia Dyar, 1912 ; présent au Mexique
- Caria tabrenthia Schaus, 1902 ; en Bolivie et au Pérou
- Caria trochilus Erichson, [1849] ; présent en Guyane, au Guyana, au Brésil et au Pérou
- Caria sp. ; en Équateur